# الرواية السلسلة
رواية السلسلة أو قصة السلسلة هي نوع من الخيال التعاوني يكتبه مجموعة من المؤلفين سوياً. حيث تم تمرير الرواية من مؤلف إلى مؤلف، يضيف كل منهم فصلًا جديدًا أو قسمًا جديدًا إلى العمل، مع الالتزام بان يكون كل فصل لاحق أو قسم  تابع لمخطط الفصل أو الأقسام السابقة.
تستمر القصة من خلال مشاركة الآخرين. لا أحد يعرف ما سيحدث لاحقا باستثناء الشخص التالي الذي يضيف إلى القصة. طريقة الكتابة هذه هي مشروع مشترك وغالبًا ما تؤدي إلى اتجاهات غير متوقعة. يستخدم هذا الجهد التعاوني لتحفيز الإبداع ولاستكشاف افكار جديدة.
وهناك مشكلة واحدة تتعلق بالقصة السلسلة وهي انها قد تصبح أطول وأكثر تعقيدا نسبة إلى عدد الاشخاص المختلفين الذين يضيفون إضافات ومنعطفات.
قارن رونالد دوكين، الباحث في الجانب النظري،  فقه القانون العام بالروايات المتسلسلة من خلال الإيحاء بأنه يجب على المحكمين، مثل مؤلفي الروايات المتسلسلين، بتوضيح القوانين واتباعها.

## امثلة
- الادميرال العائم، عام 193، هي رواية بوليسية  كتبها على التوالي 13 مؤلفًا بارزًا من بينهم: اغاثا كريستي، دوروثي ل. سيرز،  انتوني بيركيلي، تشيسترتون، كانون فيكتور وايتتشيرش، حيث قدم كل مؤلف حله المقترح لهذا اللغز باعتباره خاتمة.
- الخبيث والمميت، هو عمل ادبي أسترالي للأطفال، تناوب بول جينينغز وموريس جليتزمان في كتابة فصوله، عبر إرسالها إلى الآخر.